# Microscope Gallery
La Microscope Gallery è una galleria d'arte contemporanea situata al 525 West 29th Street, New York, NY 10001. È stata fondata dagli artisti e curatori Elle Burchill e Andrea Monti e ha aperto nel settembre 2010 a Bushwick di Brooklyn. La galleria è specializzata in opere basate sul tempo, in particolare film, sound art, digital art e performance art, ma nella galleria sono anche esposte regolarmente  sculture, installazioni, dipinti, opere a tecniche miste e opere fotografiche.
Tra gli artisti i cui lavori sono stati esposti alla Microscope figurano il fondatore della Anthology Film Archives Jonas Mekas, il membro fondatore di Fluxus George Maciunas, Nick Zedd, Michael Snow, Barbara Hammer, Amos Poe, Ken Jacobs, Su Friedrich e Lary 7.
Tra gli artisti rappresentati dalla galleria vi sono Peggy Ahwesh, Ina Archer, Katherine Bauer, Kamari Carter, Ben Coonley, DataSpaceTime (Lisa Gwilliam e Ray Sweeten), Raul Vincent Enriquez, Bradley Eros, James Fotopoulos, Sarah Halpern, Takahiko Iimura, Le'Andra LeSeur, Jeanne Liotta, Yasue Maetake, Eileen Maxson, Zach Nader, Rachel Phillips, Kevin Reuning, Rachel Rosheger, Kurt Schwerdtfeger, Allison Somers, Anita Thacher, Ezra Wube e Marni Kotak (le cui performance includono The Birth of Baby X, durante la quale ha ha partorito in galleria).